# ديفيد مانينغ (لاعب كرة قاعدة)
ديفيد مانينغ (بالإنجليزية: David Manning)‏ هو لاعب كرة قاعدة أمريكي، ولد في 14 أغسطس 1971 في بوفالو في الولايات المتحدة.

## وصلات خارجية
- ديفيد مانينغ على موقعبيزبول رفرنس.كوم (الدوري الرئيسي) (الإنجليزية)
- ديفيد مانينغ على موقعبيزبول رفرنس.كوم (الدوري الثانوي) (الإنجليزية)